# Spaelotis semiconfluens
Spaelotis semiconfluens là một loài bướm đêm trong họ Noctuidae.